# Bot (anatomie)

Botstructuur bij de mens

Bot is een hard beenweefsel dat aanwezig is bij veel dieren zoals bij de mens. Het bestaat uit onder andere collageen en calciumfosfaat.
De botten bestaan uit een harde buitenlaag (de cortex) en het beenmerg.
Botten hebben als functie het ondersteunen van lichaamsstructuren, het beschermen van interne organen en om (samen met spieren) beweging mogelijk te maken. Botten zijn betrokken bij de vorming van nieuwe bloedcellen, die dagelijks in grote hoeveelheden worden aangemaakt door de productie van stamcellen in het beenmerg. Ook spelen ze een rol bij het calciummetabolisme en dienen ze als mineraalopslag.
Het dijbeen is het grootste menselijk bot. Het kan een gewicht van anderhalve ton torsen. Het kleinste menselijk bot is de stijgbeugel in het oor, kleiner dan een rijstkorrel.
De wet van Wolff zegt dat menselijke botten zich aanpassen aan de belasting waaraan ze worden blootgesteld. Bij fysieke inspanning worden botcellen via een elektrisch signaal gestimuleerd om meer bot aan te maken. Hiervoor is calcium nodig dat voorkomt in melk, yoghurt en kaas. De opname in menselijk bot is mogellijk door aanwezig vitamine D. Osteoporose is een ziekte of ontkalking van het bot, veroorzaakt door gebrek aan beweging of verminderde opname van calcium.
Het geheel van alle botten van een dier wordt skelet of geraamte genoemd en bij vissen de graat of graten.
Evolutionaire alternatieven voor botten zijn schelpen en chitine.